# この恋はこれ以上綺麗にならない。
『この恋はこれ以上綺麗にならない。』（このこいはこれいじょうきれいにならない、副題『This Love Cannot Be Any More Beautiful.』）は、原作：舞城王太郎・作画：百々瀬新による日本の漫画作品。『少年ジャンプ+』（集英社）2018年12月25日から2020年6月9日まで連載された。潔癖症な小学生の女の子と自称・殺し屋の男の子の恋を描いた物語。
各単行本の巻末には舞城による短編がそれぞれ掲載された。

## あらすじ
女子小学生・漆原杵真は過度の潔癖症を抱えており、そのせいで周りと気が合わず友達もいなかった。ある日、同級生の椎名と喧嘩して幸村の家に閉じ込められた杵真は、そこで少年カンパニュラと出会う。

## 登場人物
漆原 杵真（うるしばら きねま）
本作の主人公。小学4年生の女子生徒。
カンパニュラ
殺し屋。杵真の学校に転校する。

## 書誌情報
- 舞城王太郎（原作）・百々瀬新（漫画） 『この恋はこれ以上綺麗にならない。』 集英社〈ジャンプ・コミックス〉、全4巻
  1. 2019年4月9日発行（4月4日発売[3][2]）、ISBN 978-4-08-881802-3
  2. 2019年8月7日発行（8月2日発売[4]）、ISBN 978-4-08-882040-8
  3. 2020年2月9日発行（2月4日発売[5]）、ISBN 978-4-08-882187-0
  4. 2020年8月4日発行（8月4日発売[6]）、ISBN 978-4-08-882386-7